# Rugby Nederland
Rugby Nederland (RN) is de Nederlandse rugbybond. De bond werd in 1932 opgericht als Nederlandsche Rugbybond (NRB).
Rugby Nederland organiseert de landelijke rugbycompetitie en is aangesloten bij de World Rugby en Rugby Europe, de internationale en Europese bonden. Volgens eigen opgave in 2019 zijn er 87 clubs aangesloten.
Rugby Nederland organiseert ook het Nederlands rugbyteam, het Nederlands Vrouwenrugbyteam en het Nederlandse Sevensrugbyteam.

## Geschiedenis
Toen in de Eerste Wereldoorlog geïnterneerde Britse militairen rugby speelden tegen Zuid-Afrikaanse uitwisselingsstudenten, kregen de Nederlandse studenten belangstelling en werd in 1918 de Delftsche Studenten Rugby-Club (DSR-C) opgericht, de oudste rugbyclub van Nederland.
Op  7 september 1920 richtte de DSR-C de Nederlandsche Rugbybond op, samen met twee andere verenigingen: de Amsterdamse Studenten Rugby Vereniging en de Groningsche Studenten Rugby Club Forward, een rugbytak van de Groningse Voetbalvereniging “Forward”. Later kwam de Rotterdamse club RSSV erbij.
De bond werd in enkele jaren later alweer opgeheven, want toen in de naoorlogse jaren de buitenlanders vertrokken, stopten drie verenigingen met spelen. Met DSR-C als enig overgeblevene was er geen basis meer voor een rugbybond. Rugby Nederland stelt dat deze bond in 1923 opgeheven is, maar het Leidsch Dagblad meldt nog in 1924 een bondsbesluit dat de rugbyers niet zullen deelnemen aan de Olympiade in Parijs, wat tevens de bewering logenstraft, dat de samenwerking enkel diende voor het organiseren van vriendschappelijke wedstrijden.
Op 1 oktober 1932 werd een nieuwe bond opgericht, weer onder de naam Nederlandsche Rugbybond, later veelal geschreven als Nederlandse Rugby Bond. Deze geldt als de tweede nationale bond en was in 1935 een van de oprichters van de  FIRA-AER, de Europese rugbybond. Toen deze zich in 2014 hernoemde tot Rugby Europe, volgde Nederland met de naam Rugby Nederland.

## Ledenaantallen
Hieronder de ontwikkeling van het ledenaantal en het aantal verenigingen:
| Jaar | Ledenaantal | Verenigingen |
| ---- | ----------- | ------------ |
| 2023 | 18.000      | 98           |
| 2022 | 17.000      | 98           |
| 2021 | 17.000      | 96           |
| 2020 | 16.000      | 95           |
| 2019 | 16.000      | 93           |
| 2018 | 15.800      | 90           |
| 2017 | 15.299      | 86           |
| 2016 | 14.531      | 85           |
| 2015 | 13.144      | 85           |
| 2014 | 11.887      | 82           |
| 2013 | 10.454      | 81           |
| 2012 | 10.303      | 84           |
| 2011 | 9.738       | 84           |
| 2010 | 8.832       | 80           |
| 2009 | 8.869       | 83           |
| 2008 | 8.298       | 80           |
| 2007 | 8.001       | 85           |
| 2006 | 7.425       | 85           |
| 2005 | 7.155       | 84           |
| 2004 | 6.352       | 90           |
| 2003 | 5.351       | 95           |
| 2002 | 5.973       | 86           |
| 2001 |             | 94           |
| 1999 | 6.675       | 97           |
| 1996 | 6.627       | 99           |
| 1993 | 6.775       |              |
| 1990 | 5.531       |              |
| 1987 | 5.089       |              |
| 1984 | 5.596       |              |
| 1981 | 4.918       |              |
| 1978 | 4.500       |              |